# كثرة كريات الدم الحمر
مرض كثرة كريات الدم الحمر، وله أسماء أخرى في اللغة العربية منها احمرار الدم ، أو كثرة الكريات الحمر، (بالإنجليزية: Polycythemia)‏، وهناك نوع من أنواع كثرة كريات الدم الحمر يسمى كثرة الحمر الحقيقية وهو من الأمراض التي تدخل تحت تصنيف مرض تكاثر نخاع العظم، ويعرف هذا المرض على أنه الازدياد الغير طبيعي في مجموع كتل كريات الدم الحمراء عن المعدل الطبيعي لنفس الجنس والعمر والبيئة. ولا يشترط في كل الحالات ازدياد عدد كريات الدم الحمراء في الجسم.

## كثرة الحمر المطلقة
قد ينتج فرط كريات الدم الحمراء عن زيادة إنتاجها الأولي في نقي العظم (متلازمة التكاثر النقوي)، أو استجابًة لمستويات الأوكسجين المنخفضة بشكل مزمن، أو نتيجة الإصابة بورم خبيث في بعض الحالات النادرة. يمكن أن ينتج تعداد الكريات الحمر الإضافي عن طريق الإفراط بنقل الدم (إما عن طريق الخطأ، أو بهدف تنشيط الدم)، أو لدى الجنيني المتلقي للدم في متلازمة نقل الدم الجنيني.

### كثرة الحمر الأولية
تنتج كثرة الحمر الأولية عن عوامل داخلية تؤثر على مراحل تكون الكريات الحمر الأولى. تحدث كثرة الحمر الحقيقية، أو احمرار الدم، عندما يؤدي الخلل الحاصل في نقي العظم إلى إنتاج خلايا الدم الحمراء بشكل مفرط. ينتج نقي العظم خلايا الدم البيضاء والصفيحات الدموية بشكل مفرط أيضًا في بعض الحالات. تصنف كثرة الحمر الحقيقة على أنها مرض تكاثر نقوي. تشمل الأعراض الصداع والدوار، وتشمل العلامات أثناء الفحص الجسمي ضخامة الطحال و/ أو الكبد. قد يعاني الأفراد المصابون بكثرة الحمر الحقيقة من ارتفاع ضغط الدم أو زيادة الأهبة للخثار. يحدث التحول إلى سرطان الدم الحاد بشكل نادر. الفصد هو العلاج الأساسي لكثرة الحمر الأولية، والسمة المميزة ل1ا المرض هي ارتفاع الهيماتوكريت، يرتفع لأكثر من 55% في 83% من الحالات. عُثر على طفرة جسدية غير وراثية (V617F) في مورثة JAK2، توجد هذه الطفرة أيضًا في اضطرابات التكاثر النقوي الأخرى في 95% من الحالات.
تعرف كثرة الحمر العائلية الأولية باسم كثرة الحمر الأولية الخلقية، وهي حالة وراثية حميدة، على عكس التغيرات التكاثرية النقوية التي تحدث في كثرة الحمر المكتسبة. يرجع سبب الإصابة بكثرة الحمر العائلية إلى طفرة جسدية سائدة في مورثة مستقبلات الإيرثروبيوتين. يمكن أن تسبب كثرة الحمر العائلية زيادة تصل إلى 50% في قدرة الدم على حمل الأكسجين. هذا ما استفاد منه المتزلج إيرو مانتيرانتا الذي كان مصابًا بكثرة الحمر العائلية.

### كثرة الحمر الثانوية
تحدث كثرة الحمر الثانوية بسبب الزيادة الطبيعية أو المفتعلة في إنتاج الإرثروبويتين، وبالتالي زيادة إنتاج كريات الدم الحمراء. يصل تعداد كريات الدم الحمراء في كثرة الحمر الثانوية من 6 إلى 9 ملايين كرية في كل مليمتر مكعب من الدم. تزول كثرة الحمر الثانوية عند معالجة السبب الأساسي.
تسمى كثرة الحمر الثانوية التي يزيد فيها إنتاج الإرثروبويتين بشكل ملائم بكثرة الحمر الفيزيولوجية.
تشمل الحالات التي قد تؤدي إلى كثرة الحمر الفيزيولوجية ما يلي:
- العيش بالمرتفعات: تحدث كثرة الحمر الفيزيولوجية كتكيف طبيعي للعيش في الارتفاعات العالية. يتدرب العديد من الرياضيين على ارتفاعات عالية للاستفادة من هذا التأثير، والذي يعتبر أحد الأشكال القانونية لتعاطي منشطات الدم. يتمتع الرياضيون الذين يعانون من كثرة الحمر الأولية بزيادة قدرتهم على التحمل والتي يمكن اعتبارها ميزة تنافسية جيدة. لم يثبت ذلك بعد بسبب المضاعفات المتعددة المرتبطة بكثرة الحمر الأولية.
- نقص الأكسجة: تنخفض مستويات الأوكسجين لدى المصابين بالأمراض القلبية المزرقة، قد يحدث نقص الأكسجة لسبب رئوي كمرضى الانسداد الرئوي المزمن، وانقطاع النفس النومي الانسدادي المزمن.
- علاجي المنشأ: تحدث كثرة الحمر الثانوية من خلال بضع الوريد لسحب الدم، وتركيز كريات الدم الحمراء، ثم إعادتها إلى الجسم مرة ثانية.
- وراثي: توجد أيضًا أسباب وراثية لكثرة الحمر الثانوية، تتعلق بخلل في تحرير الهيموغلوبين للأوكسجين. يشمل ذلك المرضى الذين لديهم شكل خاص من الهيموغلوبين (خضاب تشيسابيك)، والذي يملك ألفة أكبر للأكسجين من الهيموغلوبين الطبيعي. يقلل ذلك من كمية الأكسجين الواصل إلى الكليتين، ما يؤدي إلى زيادة إنتاج إرثروبويتين وحدوث كثرة الحمر.

تشمل الحالات غير الفيزيولوجية لكثرة الحمر:
- الأورام: سرطان الخلية الكلوية أو أورام الكبد، ومرض فون هيبل لينداو، وعيوب الغدد الصماء بما في ذلك ورم القواتم، وورم القشرة الكظرية الغدي، ومتلازمة كوشينغ.
- يصاب مستخدمي الستيروئيدات الابتنائية الذين يمتلكون مستويات تستوستيرون مرتفعة بكثرة الحمر الثانوية، مثل الرياضيين الذين يتعاطون الستيروئيدات بشكل عشوائي، أو الأشخاص الذين يتناولون بدائل التستوستيرون لعلاج قصور الغدد التناسلية أو العلاج بالهرمونات البديلة لدى المتحولين جنسيًا.
- تحدث كثرة الحمر الثانوية من خلال تعاطي المنشطات الدموية وعوامل تحفيز الإرثروبويتين، وعمليات نقل الدم، وجميع الإجراءات التي تؤدي إلى زيادة كتلة خلايا الدم الحمراء.[6]

## الأعراض
لا يعاني المرضى من أعراض ملحوظة لكثرة الحمر الحقيقة حتى مراحلها المتقدمة. تتميز الأعراض بكونها غير نوعية ولكنها قد تساعد المرضى على اكتشاف مرضهم في مراحله المبكرة.
الصداع الشديد.
- الدوخة والتعب والإرهاق.
- الرعاف والنزف غير الطبيعي.
- الألم.
- الحكة.
- الخدر أو الإحساس بالوخز في أجزاء الجسم المختلفة.[7]